# Flagge von Orkney

Frühere inoffizielle Flagge

Die Flagge von Orkney wurde im Februar und März 2007 in einem öffentlichen Wettbewerb ermittelt. Dabei wurden die Einwohner von Orkney gebeten, aus einer Liste von fünf Vorschlägen ihr bevorzugtes Motiv zu wählen, die zuvor alle von der schottischen Heraldikbehörde, dem Court of the Lord Lyon, genehmigt worden waren. Als Sieger aus dem Wettbewerb ging der Postbeamte Duncan Tollock aus Birsay hervor.
Die Flagge zeigt ein blaues skandinavisches Kreuz in gelber Kontur auf rotem Grund. Rot und Gelb stammen von den Wappen Schottlands und Norwegens und symbolisieren die historischen Bindungen zu beiden Ländern. Das Blau stammt von der Flagge Schottlands und repräsentiert das Meer und die Seefahrtstradition der Inseln.
Die ursprüngliche Flagge von Orkney wurde Mitte der 1990er Jahre geschaffen und zeigte ein rotes skandinavisches Kreuz auf gelbem Grund. Allerdings besaß sie keinen offiziellen Status. Der Court of the Lord Lyon hatte seine Zustimmung aufgrund der Ähnlichkeit mit dem Wappen von Ulster verweigert. Außerdem sieht sie (abgesehen vom etwas dunkleren Rotton) gleich aus wie die Flagge der Kalmarer Union, des gesamtskandinavischen Staates von 1397 bis 1523.

## Quelle
1. ↑  Postman designs new Orkney flag - BBC News, 10. April 2007